# Thelypteris eriosora
Thelypteris eriosora là một loài thực vật có mạch trong họ Thelypteridaceae. Loài này được (Fée) Ponce miêu tả khoa học đầu tiên năm 1998.